# Oude Geuze Oud Beersel
Oude Geuze Oud Beersel is een Belgisch bier van spontane gisting.
De geuze wordt gestoken in Brouwerij Oud Beersel te Beersel. Het is een troebele goudblonde geuze met een alcoholpercentage van 6%. Het wort (lambiek) voor deze geuze wordt gebrouwen bij brouwerij Boon te Lembeek volgens het recept van Henri Vandervelden. Na het mengen van de oude en jonge lambiek gaat het mengsel terug naar brouwerij Boon om te bottelen.

## Prijzen
- World Beer Cup 2008 - zilveren medaille in de categorie Best Belgian-Style Sour Ale
- World Beer Awards 2009 - gouden medaille in de categorie Best Speciality Geuze (World)
- World Beer Awards 2011 - gouden medaille in de categorie Best Pale Ale Geuze (Europe)
- Australian International Beer Awards 2011 – zilveren medaille in de categorie Belgian and French Style Ales packaged
- Australian International Beer Awards 2012 – bronzen medaille in de categorie Best Lambic packaged
- Australian International Beer Awards 2013 – gouden medaille in de categorie Best Lambic packaged en City of Ballard Trophy for Champion International Beer
- World Beer Cup 2014 - zilveren medaille in de categorie Belgian-Style Sour Ale